# 死国
『死国』（しこく）は、坂東眞砂子の小説。これを原作として、1999年に映画が制作された。
童話作家やフリーライターとして活躍していた作者が1992年の夏、マガジンハウスに持ち込み、企画会議で二度落ちた上、三度目の正直で出版が決定。翌1993年3月に同社から出版した初の一般小説、ホラー作品である。のち1996年に角川文庫で文庫化された。作者の生まれ故郷にあたる四国の高知県を舞台とし、四国八十八箇所のお遍路や土俗的な信仰を題材に、男女の三角関係などを交えて描かれている。1999年に同名の映画が制作、公開された。

## 小説
1993年、マガジンハウスから出版。のち、角川文庫刊行（ISBN 4041932025）。

### ストーリー
（登場人物名の後のカッコ内は映画版の演者名）
四国八十八ヶ所の霊場を死者の歳の数だけ逆に巡ると、死者が蘇るという禁断の「逆打ち」という儀式が存在する。娘の死を悲しむ母親が、その「逆打ち」を行ったことにより起きた恐るべき物語。
久々に故郷の四国は高知県の矢狗村に帰って来た明神比奈子（夏川結衣）は、幼馴染みの日浦莎代里（栗山千明）が16の若さでこの世を去った事を知って驚いた。そんな中、もう一人の幼馴染みである秋沢文也（筒井道隆）と再会した比奈子は文也から莎代里の死に関するある不吉な噂を聞く。それは代々死者の霊と交流する口寄せの家柄だった日浦家の跡取りである莎代里が、事故死ではなく霊を呼び出す儀式の最中に悪霊に憑り殺されたというものだった。莎代里と交際していた文也は未だに彼女の死を引きずっていたが、そんな文也を案じ、気遣う比奈子は次第に文也に淡い想いを抱くようになり、文也もまた比奈子に莎代里を喪った悲しみが癒されるような気がしていた。
二人は徐々に距離を縮めていくが、ある日、村の聖地である“神の谷”に祀られていた地蔵の首が捥（も）がれるという奇怪な事件が起こり、それを境に村では次々と不気味な現象が起こるようになる。その怪現象は莎代里の母・照子によるものだった。照子は由緒正しい日浦の血を絶えさせないために、逆打ちで莎代里を蘇らせようとしていたのである。しかし、死者の歳と同じだけ逆打ちを行うと黄泉の国の結界が破られ、四国はたちまち死者の楽園となってしまう。比奈子と文也はその事実を知って照子の計画を阻止しようとするのだが...。

## 映画
1999年1月23日公開。同時上映『リング2』。

### キャスト
- 明神比奈子 - 夏川結衣
- 秋沢文也 - 筒井道隆 （少年時代 - 森脇史登）
- 日浦莎代里 - 栗山千明 （少女時代 - 鈴木美帆）
- 日浦照子 - 根岸季衣
- 日浦康鷹 - 大杉漣
- 仙頭直朗 - 佐藤允
- 浅川ゆかり - 大寶智子
- 小田 - 諏訪太朗
- - 金井大

### スタッフ
- 原作：坂東眞砂子
- 監督：長崎俊一
- プロデューサー：柘植靖司、永井正夫
- 脚色：万田邦実、仙頭武則
- 撮影：篠田昇
- 編集：奥原好幸
- 音楽：門倉聡
- 音楽プロデューサー：浅沼一郎
- 主題曲：米良美一「ぼくは雨となり星となる」
- 美術：種田陽平
- 製作：角川書店、アスミック・エースエンタテインメント、東宝、住友商事、IMAGICA、日本出版販売、オメガ・プロジェクト
- 製作プロダクション：アスミック・エースエンタテインメント

## 漫画
1999年7月 あすかコミックスDX 刊（ISBN 4048530992）
牛島慶子による。小説の設定を借りながらも、ストーリー展開は別物。